# Lilou Ruel
Lilou Ruel (Mont-Saint-Aignan, 2003) es una deportista francesa que compite en parkour. Ganó una medalla de bronce en el Campeonato Mundial de Parkour de 2022, en la prueba de velocidad.

## Palmarés internacional
| Campeonato Mundial | Campeonato Mundial | Campeonato Mundial | Campeonato Mundial |
| Año                | Lugar              | Medalla            | Prueba             |
| ------------------ | ------------------ | ------------------ | ------------------ |
| 2022               | Tokio (Japón)      | Medalla de bronce  | Velocidad          |